# Bambi-Verleihung 1997
Die 49. Bambi-Verleihung fand am 25. Oktober 1997 in der Messe in Köln statt. Carmen Nebel moderierte die Gala.

## Die Verleihung
1997 gewann Johannes Heesters im Alter von 93 Jahren den Bambi für sein Lebenswerk; es war sein vierter (nach 1967 als „verdienter Künstler des deutschen Films“, dem Jubiläumsbambi von 1987 und dem Minibambi von 1990). Doch er meinte, sein Lebenswerk wäre noch nicht beendet, und behielt – zumindest soweit es die Bambis betrifft – Recht. 2003 folgte ein Ehrenbambi, 2007 ein Überraschungsbambi und danach jedes Jahr Ehren- oder Sonderbambis bis einschließlich 2011, etwa einen Monat vor seinem Tod.
Stellvertretend für alle „Retter des Oderbruchs“ beim Oderhochwasser 1997 und insbesondere für die Bundeswehr erhielten die Sanitäterin des Heeres Inga Tüxen, Hauptmann Hans-Werner Kern, Obergefreiter der Luftwaffe Marco Frost und Matrose Dirk Dankert den Charitybambi.
Der Wissenschaftsbambi ging an Heinrich Wänke, damals Direktor der Abteilung Kosmochemie am Max-Planck-Institut für Chemie in Mainz, und seinen Mitarbeiter Rudolf Rieder. Das von Rieder entwickelte Alpha-Röntgen-Spektrometer (APXS) analysierte als Teil der Mars Pathfinder Mission Marsgestein. Eine verbesserte Version dieses Spektrometers war auch in den Marsrovern Spirit und Opportunity enthalten.

## Preisträger
Aufbauend auf die Bambidatenbank.

### Leserwahl Beliebtester Anchorman
Peter Kloeppel

### Charity
Inga Tüxen, Hans-Werner Kern, Marco Frost und Dirk Dankert stellvertretend für die Fluthelfer von der Bundeswehr

### Film International
Harrison Ford für Air Force One

 Laudatio: Armin Mueller-Stahl

### Film National
Heiner Lauterbach

### Klassik
Andrea Bocelli

### Kreativität
Cirque du Soleil

### Kultur
Rosamunde Pilcher

### Lebenswerk
Johannes Heesters

 Laudatio: Joachim Fuchsberger

### Männlicher Shooting Star
*NSYNC

### Mode
Jil Sander

### Pop International
Eros Ramazzotti

### Regie
Wolfgang Petersen für Air Force One

### Sonderbambi
Bee Gees

### Sport
Erik Zabel, Jan Ullrich, Georg Totschnig, Jens Heppner, Christian Henn, Walter Godefroot, Udo Bölts und Rolf Aldag stellvertretend für das Team Telekom

### Fernsehen
Heinrich Breloer für Todesspiel

 Laudatio: Hans-Jürgen Wischnewski

### Fernsehmoderation
Harald Schmidt

### Weiblicher Shooting Star
Spice Girls

### Wissenschaft
Rudolf Rieder und Heinrich Wänke für ihren Beitrag zur Mars Pathfinder Mission